# Wartule
Wartule (niem. Fahrentholz) – wieś w Polsce położona w województwie pomorskim, w powiecie sztumskim, w gminie Stary Dzierzgoń. Wieś wchodzi w skład sołectwa Matule.
W latach 1975–1998 miejscowość administracyjnie należała do województwa elbląskiego.
Wieś wzmiankowana w dokumentach z około 1800, jako folwark szlachecki na 10 włókach. W roku 1858 w 5 gospodarstwach domowych było 67 mieszkańców. W latach 1937–39 było 69 mieszkańców. 
W roku 2024 mieszka tu 1 mieszkaniec. 
W roku 1973 wieś należała do powiatu morąskiego, gmina i poczta Stary Dzierzgoń.